# Ventilator Blues
 (février 2023).
La mise en forme du texte ne suit pas les recommandations de Wikipédia : il faut le « wikifier ».
Les points d'amélioration suivants sont les cas les plus fréquents. Le détail des points à revoir est peut-être précisé sur la page de discussion.
- Les titres sont pré-formatés par le logiciel. Ils ne sont ni en capitales, ni en gras.
- Le texte ne doit pas être écrit en capitales (les noms de famille non plus), ni en gras, ni en italique, ni en « petit »…
- Le gras n'est utilisé que pour surligner le titre de l'article dans l'introduction, une seule fois.
- L'italique est rarement utilisé : mots en langue étrangère, titres d'œuvres, noms de bateaux, etc.
- Les citations ne sont pas en italique mais en corps de texte normal. Elles sont entourées par des guillemets français : « et ».
- Les listes à puces sont à éviter, des paragraphes rédigés étant largement préférés. Les tableaux sont à réserver à la présentation de données structurées (résultats, etc.).
- Les appels de note de bas de page (petits chiffres en exposant, introduits par l'outil «  Source ») sont à placer entre la fin de phrase et le point final[comme ça].
- Les liens internes (vers d'autres articles de Wikipédia) sont à choisir avec parcimonie. Créez des liens vers des articles approfondissant le sujet. Les termes génériques sans rapport avec le sujet sont à éviter, ainsi que les répétitions de liens vers un même terme.
- Les liens externes sont à placer uniquement dans une section « Liens externes », à la fin de l'article. Ces liens sont à choisir avec parcimonie suivant les règles définies. Si un lien sert de source à l'article, son insertion dans le texte est à faire par les notes de bas de page.
- La présentation des références doit suivre les conventions bibliographiques. Il est recommandé d'utiliser les modèles {{Ouvrage}}, {{Chapitre}}, {{Article}}, {{Lien web}} et/ou {{Bibliographie}}. Le mode d'édition visuel peut mettre en forme automatiquement les références.
- Insérer une infobox (cadre d'informations à droite) n'est pas obligatoire pour parachever la mise en page.

Pour une aide détaillée, merci de consulter Aide:Wikification.
Si vous pensez que ces points ont été résolus, vous pouvez retirer ce bandeau et améliorer la mise en forme d'un autre article.
Pistes de Exile on Main St.
Turd on the Run
(11) I Just Want to See His Face
(13)
Ventilator Blues est une chanson du groupe de rock britannique The Rolling Stones parue sur l'album Exile on Main St. en mai 1972.

## Analyse artistique
La chanson Ventilator Blues marque l'une des deux seules fois où le guitariste Mick Taylor a été crédité en tant qu'auteur-compositeur aux côtés de Mick Jagger et Keith Richards (l'autre étant la chanson Criss Cross parue en 2020 sur l'édition deluxe de Goats Head Soup), bien que le montant exact de la contribution de Taylor reste inconnu. Le morceau comprend Keith Richards à la guitare électrique, Taylor à la guitare slide, Mick Jagger au chant, Bill Wyman à la basse, Charlie Watts à la batterie, Nicky Hopkins au piano, Bobby Keys et Jim Price au saxophone et à la trompette respectivement.
Ventilator Blues est lui-même un morceau de blues lourd, remarquable principalement pour le doublage du chant de Mick Jagger, une technique rarement utilisée dans la discographie des Rolling Stones.
Le critique d'Allmusic, Bill Janovitz, a décrit la chanson dans sa critique: « L'arrangement instrumental indique clairement une approche typique des studios Chess ... Jagger s'inspire de Muddy Waters et Howlin' Wolf des origines de la chanson et fait de son mieux pour trahir le fait qu'il est un garçon anglais maigre de la classe moyenne, livrant de manière convaincante des paroles de bombe à retardement avec un fanfaron approprié... ».
À propos de la contribution notable du pianiste Nicky Hopkins, Janovitz déclare : « Hopkins joue une partie de piano rythmiquement complexe dans les couplets, se faufilant sur la guitare dans le premier couplet, puis se construisant au fur et à mesure que l'arrangement se poursuit, jouant des notes aigus nerveux avec sa main droite. Le pianiste crée une tension effrayante dans une chanson déjà claustrophobe et malveillante ».
La chanson est connue pour ses accords montants et descendants projetés, rythmés par le saxophone de Bobby Keys et la trompette et le trombone de Jim Price. Pour maintenir le rythme, Charlie Watts à la batterie et Bill Wyman à la basse qui, bien que souvent absents lors des sessions d'enregistrement d'Exile on Main St., l'ont fait à cette occasion.
La chanson se termine par une lente transition en fondu vers la chanson suivante I Just Want to See His Face.

## Enregistrement
La première étape d'enregistrement de Ventilator Blues s'est déroulée durant les mois de juillet, octobre et novembre 1971. Les Stones ont choisi d'enregistrer la majorité de la chanson dans le sous-sol étouffant de la demeure louée de Keith Richards, la villa Nellcote, dans le sud de la France. L'enregistrement s'est terminé durant les mois de janvier à mars 1972 aux studios Sunset Sound à Los Angeles.
Une caractéristique bien connue des chansons enregistrées dans ce sous-sol pour Exile on Main St. était la tendance de la chaleur à déformer les cordes de la guitare et l'atmosphère intime qui donnait aux chansons un son distinct, bien qu'indéfini.
Richards a déclaré: « Sur Ventilator Blues, nous avons eu ce son étrange de quelque chose qui a mal tourné, une valve ou un tube manquant. Si quelque chose n'allait pas, vous l'oublieriez. Vous le laisseriez tomber et reviendriez le lendemain matin en espérant qu'il a été réparé. Ou donnez-lui un bon coup de pied ».
À propos de la chanson, Charlie Watts a déclaré en 2003 : « Nous répétons toujours Ventilator Blues. C'est un super morceau, mais nous ne l'avons jamais joué aussi bien que l'original. Quelque chose ne va pas; Soit Keith le joue un peu différemment, soit c'est moi qui le fais mal. C'est une super chanson, mais c'est un peu compliqué. Bobby Keys a écrit la partie rythmique, qui est la partie intelligente de la chanson. Bobby a dit : "Pourquoi ne fais-tu pas ça ?" Et j'ai dit : "Je ne peux pas jouer ça.", alors Bobby s'est tenu à côté à moi pour taper la mesure avec ses mains et j'ai suivi son tempo. Dans le monde de Take Five, ce n'est rien, mais il m'aurait complètement jeté dehors et Bobby est resté là et a donné la mesure avec ses clappements de mains pendant que nous jouions le morceau - et nous ne nous sommes jamais réunis comme ça ».

## Postérité
Les Stones n'ont joué Ventilator Blues qu'une seule fois en concert, au Pacific Coliseum de Vancouver, lors de la soirée d'ouverture de la tournée américaine de 1972 pour promouvoir l'album.
La chanson est reprise par Clarence "Gatemouth" Brown pour son album Paint It Blue: Songs of The Rolling Stones.

## Personnel
Crédités:
- Mick Jagger: chant
- Keith Richards: guitare électrique
- Charlie Watts: batterie
- Bill Wyman: basse
- Mick Taylor: guitare slide
- Nicky Hopkins: piano
- Bobby Keys: saxophone
- Jim Price: trompette, trombone